# Prefetch
Il prefetch (dal latino pre, "prima" e fetch, in inglese "andare a prendere") è una tecnica usata nei microprocessori per accelerare l'esecuzione dei programmi riducendo gli stati di attesa (in inglese wait states).
I moderni microprocessori sono infatti molto più veloci della memoria RAM che contiene i programmi e i dati, perciò le istruzioni dei programmi non possono essere lette in modo sufficientemente veloce da tenere il processore occupato.

## Funzionamento
L'attività di prefetch potrebbe consistere nel precaricare la prossima istruzione del programma durante l'esecuzione dell'istruzione corrente; in effetti a questo si limitava nelle sue prime implementazioni (come nel caso dell'Intel 8086). Quando però l'istruzione da eseguire era un'istruzione di salto, il lavoro compiuto si rivelava del tutto inutile e la coda di prefetch veniva svuotata, con perdita di efficienza.
Nei processori più evoluti l'attività di prefetch è realizzata mediante un complesso algoritmo di predizione, con il quale il processore cerca di individuare la giusta istruzione successiva da caricare. Nel caso della famiglia Intel, questa tecnica prende il nome di Branch Target Buffer e può arrivare a predizioni esatte nel 90% dei casi.

## Schede grafiche
Nel caso di hardware dedicato (come le CPU delle schede grafiche, o GPU) l'istruzione di prefetch può avvantaggiare il processo di coerenza spaziale solitamente presente nella mappatura di una texture. In tal caso, i dati caricati dall'attività di prefetch non sono istruzioni, ma elementi di texture (texels) che sono candidati ad essere mappati su un poligono.